# ديتر فيمهونر
ديتر فيمهونر (بالألمانية: Dieter Wemhöner)‏ (مواليد 18 أغسطس 1930) هو ملاكم ألماني، مثّل بلاده في الألعاب الأولمبية الصيفية في دورتي 1952 و1956.

## روابط خارجية
ديتر فيمهونر على موقع بوكس ريك (الإنجليزية) (registration required)
- ديتر فيمهونر على موقع أوليمبيديا (الإنجليزية)